# Podagricomela
Podagricomela es un género de insecto coleóptero de la familia Chrysomelidae.

## Especies
Las especies de este género son:
- Podagricomela bakeri Medvedev, 1996
- Podagricomela cuprea Wang, 1990
- Podagricomela decempunctata Medvedev, 2002
- Podagricomela flavitibialis Wang, 1990
- Podagricomela grossa Medvedev, 2002
- Podagricomela metallica Medvedev, 1997
- Podagricomela nigripennis Medvedev, 1996
- Podagricomela nigripes Medvedev, 1993
- Podagricomela philippina Medvedev, 1996
- Podagricomela sordida Medvedev, 2002
- Podagricomela taiwana Medvedev, 2002
- Podagricomela vietnamica Medvedev, 2002
- Podagricomela viridicyanea Medvedev & Sprecher-Uebersax, 1997